# Sowiecka Formuła 3 Sezon 1962
1962 – trzeci sezon Sowieckiej Formuły 3.
Mistrzem został Jurij Bugrow, ścigający się Estonią 3.

## Kalendarz wyścigów
| Runda | Data        | Tor     | Pole position | Najszybsze okrążenie | Zwycięzca (kierowcy) | Zwycięzca (zespoły) |
| ----- | ----------- | ------- | ------------- | -------------------- | -------------------- | ------------------- |
| 1     | 4 sierpnia  | Tallinn | ?             | Enn Griffel          | Jurij Bugrow         | DOSAAF Leningrad    |
| 2     | 11 sierpnia | Kowno   | ?             | Jewgienij Głucharew  | Jurij Bugrow         | DOSAAF Leningrad    |

## Klasyfikacja kierowców
| Legenda oznaczeń w tabelach wyników Wyświetl szablon na nowej stronie | Legenda oznaczeń w tabelach wyników Wyświetl szablon na nowej stronie                                                                     |
| Oznaczenie                                                            | Wyjaśnienie |
| --------------------------------------------------------------------- | --- |
| Złoty                                                                 | Zwycięzca lub mistrzostwo |
| Srebrny                                                               | 2. miejsce lub wicemistrzostwo |
| Brązowy                                                               | 3. miejsce lub II wicemistrzostwo |
| Zielony                                                               | Ukończył, punktował (w klasyfikacji generalnej, gdy zdobył co najmniej jeden punkt na przestrzeni sezonu, poza trzema powyższymi opcjami) |
| Niebieski                                                             | Ukończył, nie punktował (w klasyfikacji generalnej, gdy nie zdobył co najmniej jednego punktu na przestrzeni sezonu)                      |
| Czerwony                                                              | Nie zakwalifikował się (NZ) |
| Czerwony                                                              | Nie prekwalifikował się (NPK) |
| Różowy                                                                | Nie ukończył (NU) |
| Różowy                                                                | Niesklasyfikowany (NS) (w klasyfikacji generalnej, gdy nie został sklasyfikowany w żadnym wyścigu sezonu)                                 |
| Czarny                                                                | Zdyskwalifikowany (DK) |
| Czarny                                                                | Wykluczony (WYK/EX) |
| Biały                                                                 | Nie wystartował (NW) |
| Biały                                                                 | Kontuzjowany (K/INJ) |
| Biały                                                                 | Wyścig odwołany (OD/C) |
| Bez koloru                                                            | Został wycofany (WYC/WD) |
| Bez koloru                                                            | Nie przybył (NP/DNA) |
| Bez koloru                                                            | Nie brał udziału w treningach (NT/DNP) |
| Bez koloru                                                            | Nie został zgłoszony (–) |
| Pogrubienie                                                           | Start z pole position |
| Kursywa                                                               | Najszybsze okrążenie wyścigu |
| †                                                                     | Nie ukończył, ale jego rezultat został zaliczony ze względu na przejechanie więcej niż 90% dystansu wyścigu.                              |
| *                                                                     | Sezon w trakcie |
| 1/2/3                                                                 | Punktowana pozycja w sprincie kwalifikacyjnym                                                                                             |
| Lista systemów punktacji Formuły 1                                    | |

| Poz. | Kierowca            | Zespół           | TAL | KWN | Punkty |
| ---- | ------------------- | ---------------- | --- | --- | ------ |
| 1    | Jurij Bugrow        | DOSAAF Leningrad | 1   | 1   | 16     |
| 2    | Voldemārs Beišāns   | DOSAAF Ryga      | 3   | 3   | 10     |
| 3    | Jewgienij Głucharew | Spartak Moskwa   | 9   | 2   | 7      |
| 5    | Jurij Sidorow       | Spartak Moskwa   | 2   | NU  | 6      |
| 6    | Leo Kritt           | Kalev Tallinn    | 4   | NU  | 4      |
| 12   | Enn Griffel         | Kalev Tallinn    | NU  | ?   |        |
| NS   | Jurij Kotelewski    | DOSAAF Moskwa    | NS  | NU  | 0      |
| NS   | Ants Seiler         | Kalev Tallinn    | NU  | NU  | 0      |